# Karneval de Santa Cruz de Tenerife
Karneval de Santa Cruz de Tenerife, er en af de største karnevaler i verden (kun overgået Rio de Janeiro), er således en af de vigtigste festivaler i Spanien og masse. Hvert år tiltrækker tusindvis af mennesker fra forskellige dele af verden.